# Lina Kačiušytė
Lina Kačiušytė (ur. 1 stycznia 1963 w Wilnie) – litewska pływaczka, która reprezentowała ZSRR, mistrzyni olimpijska (1980), mistrzyni i była rekordzistka świata specjalizująca się w stylu klasycznym.

## Kariera
Treningi pływackie rozpoczęła w wieku 10 lat.
W 1978 roku na mistrzostwach świata w Berlinie Zachodnim już w eliminacjach ustanowiła nowy rekord świata na 200 m stylem klasycznym. Poprawiła go jeszcze w finale wynikiem 2:31,42 i tym samym wywalczyła złoto. Rok później, jako pierwsza zawodniczka w historii przepłynęła ten dystans poniżej 2 minut 30 sekund. Jej rekord (2:28,36) został pobity po sześciu latach przez Silke Hörner z NRD.
Podczas igrzysk olimpijskich w Moskwie w 1980 roku w konkurencji 200 m stylem klasycznym zdobyła złoty medal i poprawiła rekord olimpijski, uzyskawszy czas 2:29,54. Na 100 m żabką była siódma.
Na uniwersjadzie w Bukareszcie wywalczyła trzy medale. Była najlepsza w swojej koronnej konkurencji. Kačiušytė zdobyła także brązowe medale na 100 m stylem klasycznym i w sztafecie 4 × 100 m stylem zmiennym.
W 1998 roku została wprowadzona do International Swimming Hall of Fame.